# A Beautiful Mind
A Beautiful Mind è un film del 2001 diretto da Ron Howard, dedicato alla vita del matematico e premio Nobel John Forbes Nash jr., interpretato da Russell Crowe, e liberamente ispirato all'omonima biografia di Sylvia Nasar che venne pubblicata in Italia col titolo Il genio dei numeri.

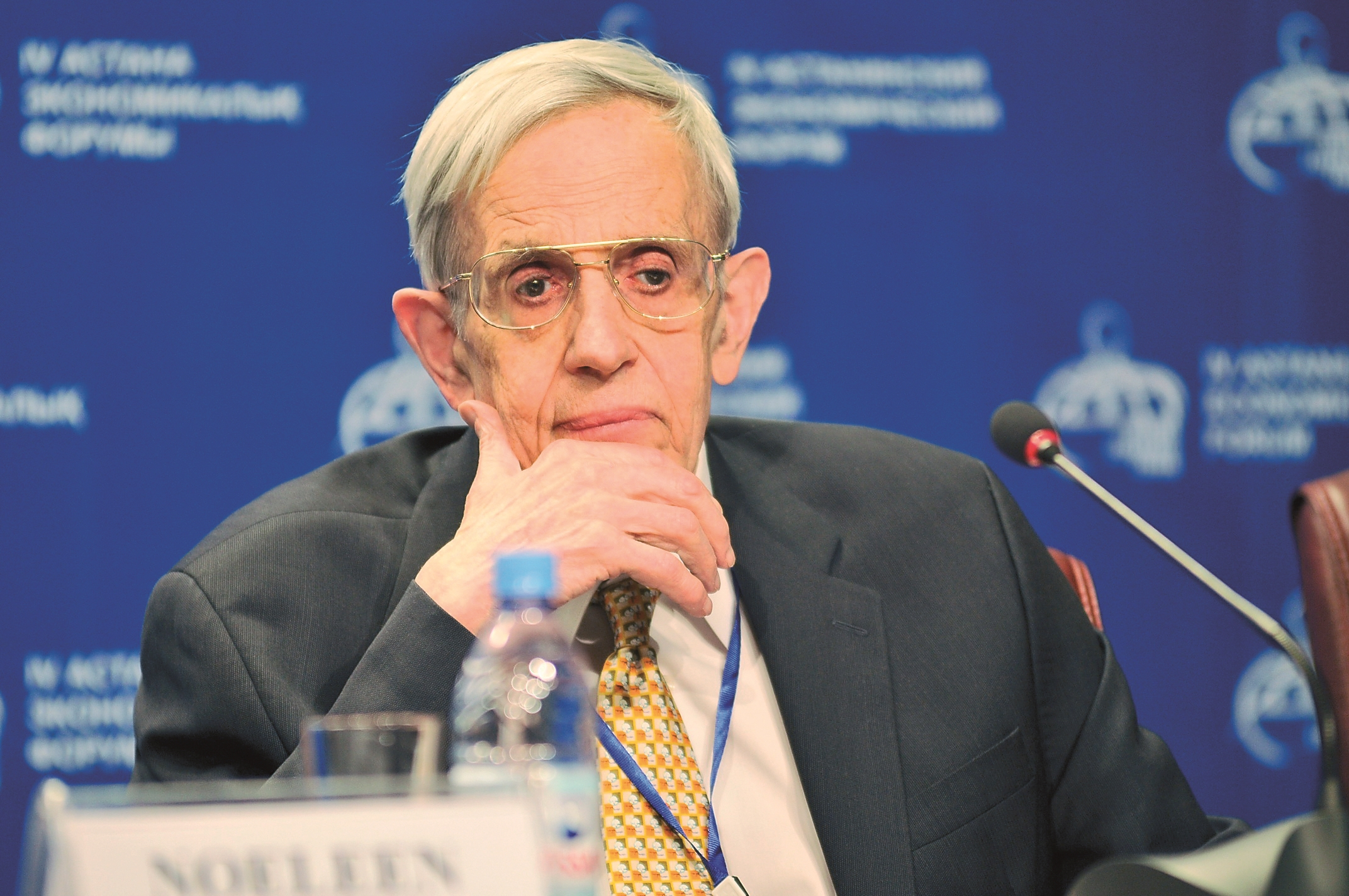
John Nash, matematico statunitense e vincitore del Premio Nobel per l'economia nel 1994, in un simposio di teoria dei giochi presso l'università di Colonia, in Germania

## Trama
Nel 1947, il diciannovenne e talentuoso matematico John Nash entra all'Università di Princeton. Refrattario a instaurare rapporti sociali, Nash ha solo un amico: Charles Herman, il suo compagno di stanza. Ossessionato dal pensiero di trovare un'idea originale a cui applicare le sue formule, John riesce nel suo obiettivo: in una sbalorditiva tesi di dottorato di appena 27 pagine espone geniali intuizioni fondamentali allo sviluppo della teoria dei giochi, facendo così diventare obsolete le teorie economiche di Adam Smith.
Le sue idee gli procurano fama e un importante posto di ricercatore al Wheeler Laboratory del Massachusetts Institute of Technology (MIT) di Boston, dove trova conferma il suo genio matematico. Inoltre gli viene assegnato anche il compito di tenere una serie di lezioni al Wheeler Laboratory, che svolge di malavoglia. In piena guerra fredda viene contattato dal Pentagono per la sua incredibile capacità di decodificatore. Nella sala di decrittazione, il protagonista isola una serie di numeri in una radiotrasmissione proveniente da Mosca, serie che gli dà l'impressione di essere un messaggio crittografato. Dopo aver analizzato il messaggio con il semplice uso della memoria, il protagonista scopre che alcuni numeri rappresentano le coordinate geografiche di due città degli Stati Uniti, con le relative istruzioni di transito degli agenti segreti.
In quell'occasione entra in contatto con William Parcher, un alto agente segreto del Dipartimento della Difesa, il quale lo assolda per una missione top-secret relativa alla ricerca del luogo dove i russi collocheranno una bomba atomica miniaturizzata contenuta in uno zaino, da far scoppiare per creare un enorme numero di morti fra i civili. Secondo Parcher i russi, sul territorio degli Stati Uniti, comunicano fra loro per mezzo di codici inseriti in inserzioni giornalistiche: quindi il lavoro affidato a Nash consiste nell'identificare questi messaggi, e comunicarli in un rapporto mensile che consegnerà in una cassetta postale anonima, dietro un cancello che si apre per mezzo di un codice numerico che viene generato da un diodo radioattivo innocuo, impiantato sottocute nel braccio di Nash.
Durante il periodo di insegnamento John viene in contatto con Alicia, una giovane studentessa di fisica che si è innamorata di lui: durante la loro prima cena romantica, lui la conquista disegnando idealmente forme nel cielo stellato, e con una dichiarazione d'amore insolita che lei accetta.
Il lavoro per il Dipartimento della Difesa continua in modo serrato, i dati vengono estrapolati dalle riviste periodiche e i rapporti vengono consegnati regolarmente. John ritrova il suo vecchio amico Charles che ha adottato Marcee, una nipotina alla quale sono morti i genitori. Con Alicia va tutto bene e alla fine si sposano. William Parcher tiene d'occhio Nash da lontano, e una sera lo salva da una sparatoria contro gli agenti russi. John torna a casa affranto, vorrebbe nascondere quello che gli è successo, ma i russi lo seguono dappertutto e Alicia si accorge che lui è gravemente malato e decide di aiutarlo.
Un giorno Nash vede dei russi che lo pedinano e tenta di scappare, ma viene accerchiato e il capobanda inaspettatamente dichiara di essere il dottor Rosen, lo psichiatra dell'ospedale McArthur, dove Nash viene ricoverato. Il dottor Rosen capisce che Charles è un'allucinazione di Nash, e controlla chi era il compagno di stanza di Nash a Princeton: con una telefonata chiarisce che a Princeton, Nash ha sempre vissuto in una stanza da solo. L'unico modo che il dottor Rosen ha di aiutare Nash, è di mostrargli tutto ciò che è reale e tutto ciò che crea solo la sua mente. Il dottor Rosen parla anche con Alicia e la manda a cercare William Parcher. Alicia incomincia a controllare l'ufficio di John al Wheeler Laboratory assieme a Sol e Bender, i due colleghi di Nash, e scopre la verità: il marito in ufficio passava il tempo a ritagliare periodici, cercando improbabili codici di coordinate geografiche, dove trovare i russi. Alicia scopre anche la cassetta postale di una villa chiusa, dove Nash depositava i rapporti e li trova tutti, chiusi lì.
La vita di Nash viene a questo punto sconvolta dalla scoperta che in realtà non esiste nessuna cospirazione. Charles, la sua nipotina e lo stesso William Parcher sono in realtà solo proiezioni della sua mente divisa in una parte sana e una parte malata, la quale costruisce come in un teatrino degli interlocutori che le danno voce, a causa di una grave forma di schizofrenia di tipo paranoide. In ospedale Nash cerca di togliersi l'impianto del microchip che aveva nel braccio ma non trova nulla.
John viene quindi sottoposto a numerose sedute di shock insulinico e a una massiccia dose di clorpromazina. Grazie alle medicine e all'affetto di Alicia, Nash sembra recuperare in salute ma quando si accorge che il trattamento lo rende inerte in tutte le attività (scaricando ogni cosa su Alicia, sempre più stressata) decide in segreto di smettere di prendere gli psicofarmaci. Allora ricade nel delirio e, ricominciando ad obbedire agli ordini di Parcher, si dedica di nuovo in un garage alla ricerca di coordinate geografiche, tratte da ritagli di riviste. Alicia lo scopre, ma John ormai sente le voci, sente quella parte di sé stesso impersonata da William Parcher suggerirgli persino di uccidere Alicia. Lei chiama il dottor Rosen e tenta di scappare, ma Nash la blocca, anche se poi si accorge che la nipotina di Charles non cresce mai e ne deduce, finalmente, che le sue sono solo visioni.
In un incontro con il dottor Rosen, Nash dice che non vuole riprendere la terapia, perché gli impedisce di lavorare, gli impedisce di tenere il bambino e gli impedisce di fare l'amore con sua moglie.
Nash sostiene che con la sua sola forza mentale riuscirà a convivere con le proprie allucinazioni deliranti, fino a ignorarle, tornando all'attività accademica, e così succede.
Nash, con la forza dell'amore per Alicia e con la propria intelligenza e volontà, riesce a superare la vergogna che provava di ripresentarsi a Princeton e incontra Hansen, il suo vecchio amico/rivale, che nel frattempo è diventato rettore. Hansen accoglie con benevolenza Nash e gli permette di frequentare il campus dell'università, gli assegna un posto in biblioteca e lo comprende quando la parte sana di Nash si ribella alle proprie crisi deliranti.
Nash finalmente frequenta i corsi di Princeton, diventa docente, prende dei farmaci più moderni. Hansen gli conferisce un posto da insegnante e nel 1994 Nash è insignito del Premio Nobel per l'economia. Il genio di Nash consiste nel far funzionare la parte sana, per conseguire i suoi obiettivi da matematico, e nel mettere a tacere le tre parti scisse della sua personalità, Charles Herman, Marcee Herman e William Parcher.

## Produzione
Le riprese del film sono incominciate il 26 marzo 2001, per concludersi a fine giugno. Russell Crowe giunse sul set per le riprese pochi giorni dopo aver vinto l'Oscar di miglior attore per Il gladiatore di Ridley Scott. Con questo film Crowe otterrà l'anno successivo un'altra nomination come miglior attore, dopo aver vinto sia il Golden Globe sia il Bafta.

## Colonna sonora
La colonna sonora del film è stata composta e diretta da James Horner. La traccia All Love Can Be è interpretata dalla cantante britannica Charlotte Church. L'album A Beautiful Mind, pubblicato l'11 dicembre 2001 dalla casa discografica Decca Records, è stato candidato all'Oscar alla migliore colonna sonora.

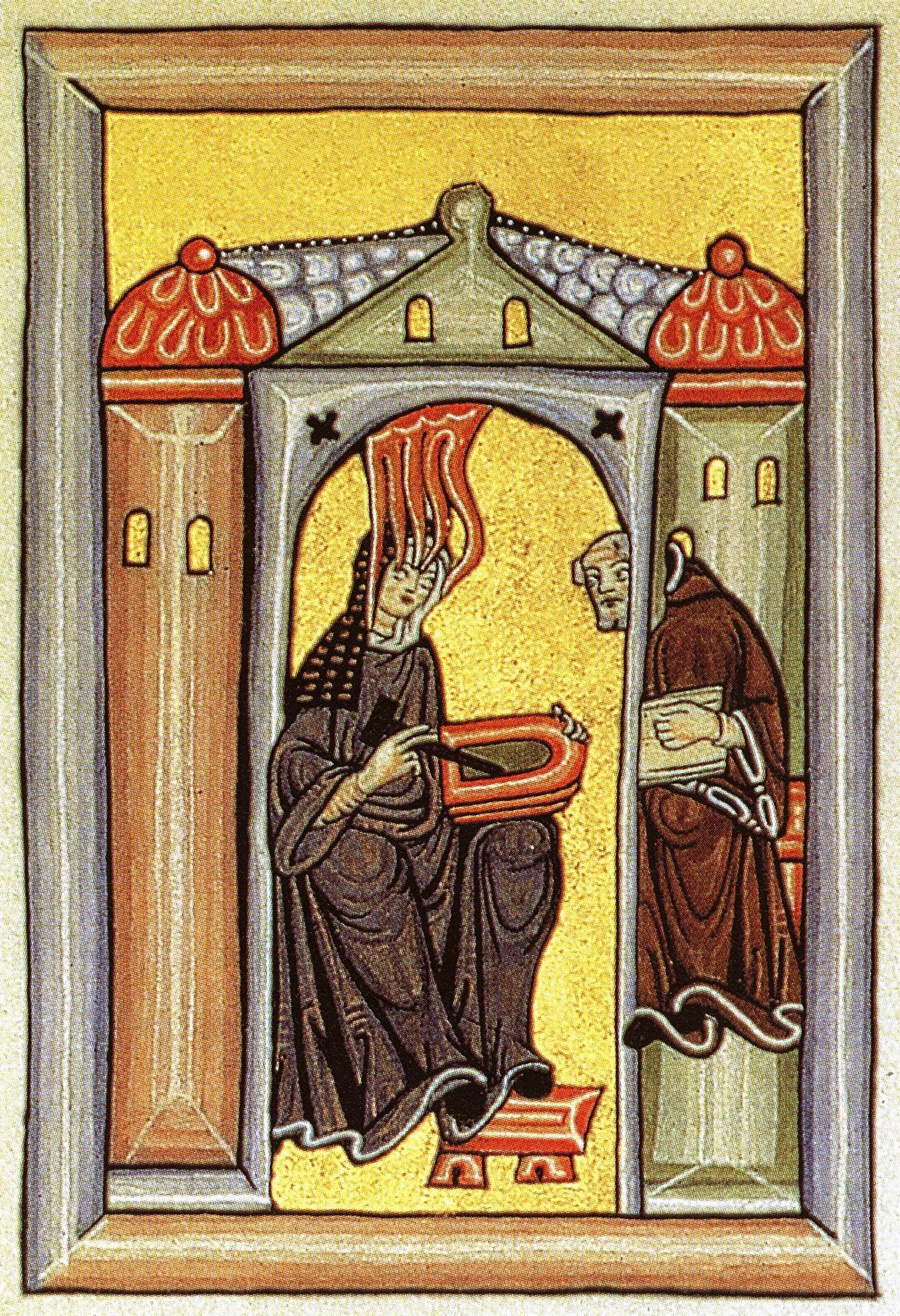
Ildegarda di Bingen riceve e scrive su ispirazione divina

Il canto gregoriano Columba aspexit di Ildegarda di Bingen, (Bingen sul Reno), in origine 70° brano contenuto nel codice, Symphonia armoniae celestium revelationum, è attualmente contenuto nella raccolta A Feather On The Breath Of God ed è cantata da Emma Kirkby e dalle Gothic Voices, diretta da Christopher Page, edita da Hyperion Records Limited, London, England.

### Tracce
1. A Kaleidoscope Of Mathematics – 4:55 (James Horner)
2. Playing A Game Of "Go!" – 3:35 (James Horner)
3. Looking For The Next Great Idea – 3:03 (James Horner)
4. Creating "Governing Dynamics" – 2:33 (James Horner)
5. Cracking The Russian Codes – 3:22 (James Horner)
6. Nash Descends Into Parcher's World – 4:39 (James Horner)
7. First Drop Off. First Kiss – 5:16 (James Horner)
8. The Car Chase – 2:24 (James Horner)
9. Alicia Discovers Nash's Dark World – 8:30 (James Horner)
10. Real Or Imagined? – 5:47 (James Horner)
11. Of One Heart, Of One Mind – 6:21 (James Horner)
12. Saying Goodbye To Those You So Love – 6:44 (James Horner)
13. Teaching Mathematics Again – 3:16 (James Horner)
14. The Prize Of One's Life...The Prize Of One's Mind – 3:03 (James Horner)
15. All Love Can Be, song (from the film "A Beautiful Mind") (feat. Charlotte Church) – 3:18 (testo: Will Jennings – musica: James Horner)
16. Closing Credits – 4:50 (James Horner)

## Accoglienza

### Incassi
Il film è costato circa 60 milioni di dollari. L'incasso sul mercato nordamericano ha superato i 170 milioni. Complessivamente gli incassi totali al box-office mondiale hanno superato i 300 milioni di dollari.

## Riconoscimenti
- 2002 - Premio Oscar
  - Miglior film a Brian Grazer e Ron Howard
  - Migliore regista a Ron Howard
  - Miglior attrice non protagonista a Jennifer Connelly
  - Miglior sceneggiatura non originale ad Akiva Goldsman
  - Candidatura per il miglior attore protagonista a Russell Crowe
  - Candidatura per il miglior montaggio a Mike Hill e Daniel P. Hanley
  - Candidatura per i migliori trucco e acconciatura a Greg Cannom e Colleen Callaghan
  - Candidatura per la miglior colonna sonora a James Horner
- 2002 - Golden Globe
  - Miglior film drammatico
  - Miglior attore in un film drammatico a Russell Crowe
  - Miglior attrice non protagonista a Jennifer Connelly
  - Migliore sceneggiatura ad Akiva Goldsman
  - Candidatura per il miglior regista a Ron Howard
  - Candidatura per la migliore colonna sonora a James Horner
- 2002 - Premio BAFTA
  - Miglior attore protagonista a Russell Crowe
  - Miglior attrice non protagonista a Jennifer Connelly
  - Candidatura per il miglior film a Brian Grazer e Ron Howard
  - Candidatura per il miglior regista a Ron Howard
  - Candidatura per la migliore sceneggiatura non originale ad Akiva Goldsman
- 2002 - Screen Actors Guild Award
  - Miglior attore protagonista a Russell Crowe
  - Candidatura per il miglior cast
  - Candidatura per la migliore attrice protagonista a Jennifer Connelly
- 2002 - Critics' Choice Movie Award
  - Miglior film
  - Miglior regista a Ron Howard
  - Miglior attore protagonista a Russell Crowe
  - Miglior attrice non protagonista a Jennifer Connelly
  - Candidatura per la migliore sceneggiatura ad Akiva Goldsman
- 2001 - Chicago Film Critics Association Award
  - Candidatura per il miglior film
  - Candidatura per il miglior regista a Ron Howard
  - Candidatura per il miglior attore protagonista a Russell Crowe
  - Candidatura per la miglior attrice non protagonista a Jennifer Connelly
  - Candidatura per la migliore sceneggiatura ad Akiva Goldsman
  - Candidatura per la miglior colonna sonora a James Horner
- 2003 - Empire Award
  - Candidatura per la miglior attrice a Jennifer Connelly
- 2002 - Kansas City Film Critics Circle Award
  - Miglior attrice non protagonista a Jennifer Connelly
- 2002 - Las Vegas Film Critics Society Award
  - Candidatura per la miglior attrice non protagonista a Jennifer Connelly
- 2002 - MTV Movie Award
  - Candidatura per la migliore performance maschile a Russell Crowe
- 2001 - Satellite Award
  - Miglior attrice non protagonista in un film drammatico a Jennifer Connelly
  - Miglior canzone originale (All Love Can Be) a James Horner
  - Candidatura per il miglior attore in un film drammatico a Russell Crowe
  - Candidatura per il miglior attore non protagonista in un film drammatico a Ed Harris
  - Candidatura per la miglior sceneggiatura non originale ad Akiva Goldsman
  - Candidatura per il miglior montaggio a Mike Hill e Daniel P. Hanley
  - Candidatura per la miglior colonna sonora a James Horner
- 2002 - Premio Amanda
  - Candidatura per il miglior film straniero a Ron Howard
- 2003 - Grammy Award
  - Candidatura per la migliore colonna sonora a James Horner
- 2001 - Phoenix Film Critics Society Award
  - Miglior attore protagonista a Russell Crowe
  - Miglior attrice non protagonista a Jennifer Connelly
  - Candidatura per il miglior film
  - Candidatura per il miglior regista a Ron Howard
  - Candidatura per la migliore sceneggiatura non originale ad Akiva Goldsman
  - Candidatura per la miglior colonna sonora a James Horner
- 2001 - San Diego Film Critics Society Award
  - Candidatura per il miglior attore protagonista a Russell Crowe
- 2001 - Southeastern Film Critics Association Award
  - Miglior attrice non protagonista a Jennifer Connelly
  - Candidatura per il miglior film
- 2002 - AFI Award
  - Attrice dell'anno a Jennifer Connelly
  - Candidatura per il film dellanno a Brian Grazer e Ron Howard
  - Candidatura per l'attore dellanno a Russell Crowe
  - Candidatura per lo sceneggiatore dellanno ad Akiva Goldsman
- 2002 - Eddie Award
  - Candidatura per il miglior montaggio in un film drammatico a Daniel P. Hanley e Mike Hill
- 2003 - ASCAP Award
  - Top Box Office Film a James Horner
- 2002 - AACTA Award
  - Candidatura per il miglior film straniero a Brian Grazer e Ron Howard
- 2002 - Artios Award
  - Candidatura per il miglior casting per un film drammatico a Jane Jenkins e Janet Hirshenson
- 2002 - Dallas-Fort Worth Film Critics Association Award
  - Miglior film
  - Miglior regista a Ron Howard
  - Miglior attore protagonista a Russell Crowe
  - Miglior sceneggiatura ad Akiva Goldsman
  - Candidatura per la miglior attrice non protagonista a Jennifer Connelly
- 2002 - DGA Award
  - Miglior regista a Ron Howard, Kathleen McGill, Aldric Laauli Porter, Kristin Bernstein, Noreen R. Cheleden e Jane Ferguson (Assistenti Registi)
- 2003 - London Critics Circle Film Award
  - Candidatura per l'attore britannico non protagonista dellanno a Paul Bettany
- 2002 - Golden Reel Award
  - Candidatura per il miglior montaggio sonoro (Dialoghi) a Anthony J. Ciccolini III, Deborah Wallach, Stan Bochner, Louis Cerborino e Marc Laub
  - Candidatura per il miglior montaggio sonoro (Colonna sonora) a Jim Henrikson
- 2002 - Teen Choice Awards
  - Candidatura per il miglior film drammatico/dazione/davventura
- 2002 - WGA Award
  - Miglior sceneggiatura non originale ad Akiva Goldsman
- 2001 - Awards Circuit Community Awards
  - Miglior attore protagonista a Russell Crowe
  - Miglior attrice non protagonista a Jennifer Connelly
  - Candidatura per il miglior cast
  - Candidatura per la miglior sceneggiatura non originale ad Akiva Goldsman
  - Candidatura per la miglior colonna sonora originale a James Horner
  - Candidatura per le menzioni originali
- 2002 - Christopher Awards
  - Miglior film
- 2003 - Czech Lions
  - Candidatura per il miglior film straniero a Ron Howard
- 2001 - Golden Schmoes Awards
  - Miglior attrice non protagonista a Jennifer Connelly
  - Candidatura per il miglior attore protagonista a Russell Crowe
- 2002 - Harry Award
  - Candidatura per l'Harry Award
- 2002 - Humanitas Prize
  - Candidatura per il miglior film ad Akiva Goldsman
- 2002 - Online Film & Television Association
  - Miglior attrice non protagonista a Jennifer Connelly
  - Candidatura per il miglior film a Brian Grazer e Ron Howard
  - Candidatura per il miglior attore protagonista a Russell Crowe
  - Candidatura per la miglior sceneggiatura non originale ad Akiva Goldsman
  - Candidatura per la miglior colonna sonora originale a James Horner
- 2002 - Online Film Critics Society Award
  - Miglior attrice non protagonista a Jennifer Connelly
  - Candidatura per il miglior attore protagonista a Russell Crowe
- 2002 - PGA Award
  - Candidatura per il miglior produttore a Brian Grazer e Ron Howard
- 2002 - USC Scripter Award
  - Miglior sceneggiatura ad Akiva Goldsman e Sylvia Nasar
- 2002 - Vancouver Film Critics Circle
  - Candidatura per il miglior attore protagonista a Russell Crowe
- 2002 - World Soundtrack Award
  - Candidatura per il compositore dell'anno a James Horner

## Rapporto con la malattia
Il delirio di John Nash, come descritto nel film, è rappresentato da Charles Herman, un compagno di stanza, che funge da interlocutore delle confabulazioni solitarie di Nash e da Marcee Herman, nipote di Charles, un'interlocutrice bambina. Il delirio strutturato persecutorio è aiutare William Parcher, un militare del Dipartimento della Difesa, a contrastare un'azione di sabotaggio di un gruppo terrorista russo. Tuttavia, in realtà, Nash non ha mai avuto allucinazioni visive, come viene invece mostrato nel film (quindi le 3 figure dell'agente governativo e del compagno di camera e di sua nipote sono inventate). È altresì vero che risulta molto efficace il tentativo di far vedere "in soggettiva" allo spettatore le "visioni" del protagonista. Nel film viene descritto una specie di delirio maccartista, derivato da una paura dei russi, comune negli Stati Uniti, negli anni Cinquanta. Il delirio di John Nash nella realtà è piuttosto diverso; infatti soffriva di un delirio di onnipotenza, nel quale si considerava imperatore dell'Antartide o il piede sinistro di Dio, o il capo di un governo universale, inoltre pensava di ricevere messaggi criptati provenienti dai russi o da extraterrestri.
Nella sceneggiatura del film i personaggi immaginari sono presentati allo spettatore dal punto di vista del protagonista, cioè come figure reali, che parlano, camminano, aprono porte in una realtà alterata in cui anche gli ambienti (per esempio gli immaginari laboratori segreti in cui Parcher porta Nash) appaiono allo spettatore come reali. Questo per calare lo spettatore nella realtà vista da Nash e nel suo delirio, per rendere ancora più forte la scoperta della malattia mentale. Tuttavia, sin dall'inizio del film sono stati lasciati alcuni indizi che, sebbene non percepibili subito nel loro reale significato, possono essere rievocati a posteriori (cioè dopo la rivelazione che non si tratta di situazioni reali) e riconosciuti (ma sempre a posteriori) come sintomi della malattia del protagonista. Alcuni di questi indizi sono (tra parentesi il motivo per cui verosimilmente non sono percepiti):
- L'apparizione di Charles viene sempre accompagnata da un effetto sonoro (è però molto difficile che uno spettatore, guardando un film, possa percepire ciò e ritenere rilevante quella che potrebbe essere solo una coincidenza). In particolare, quando Charles appare per la prima volta, si sente il brano Columba aspexit tratto dalla Symphonia armonie celestium revelationum di Ildegarda di Bingen, la santa che nel corso della sua vita ebbe numerosissime visioni, di cui ha lasciato dettagliati resoconti illustrati nei manoscritti Scivias e Liber divinorum operum.
- Quando Charles entra nella stanza, spegne il giradischi, si presenta e inizia il suo discorso sulla cefalea. Charles rappresenta una parte alternativa della mente scissa di Nash.
- Charles maneggia una valigia e ne toglie il contenuto, che poi rimane sul pavimento; (quindi lo spettatore non ha indizi per pensare che si tratti di una rappresentazione delirante, perché i movimenti e le azioni sono coerenti).
- Normalmente le persone parlano fra sé e sé, magari fanno delle battute, creano un dialogo con sé stessi, si fanno domande e si danno risposte, bisbigliando o parlano ad alta voce; anche Nash fa questo dialogo con Charles ma invece di pensare a Charles come ad una sua creazione immaginaria, nel proprio delirio lo vede e lo sente, come se fosse una persona reale.
- Quando Nash gioca al bar, da solo a biliardo, arriva Martin e gli dice:-Chi vince, tu o tu?-. È già una prima intuizione di Hansen, sullo sdoppiamento della personalità di Nash. Nash gioca una partita contro se stesso, da qui la domanda ironica di Martin. In quel momento Charles, vicino al juke-box, gli batte le mani.
- John, dopo aver ricevuto lo schiaffo dalla ragazza bionda per il suo bizzarro modo di sedurla, viene trattato in modo schizoide: gli dice quanto sei dolce e poi gli dà uno schiaffo. Nash viene deriso da Charles che gli dice: "Ho gradito in particolare la parte dello scambio di sostanze fluide; avevi grande charme". Subito dopo entra nel locale un signore e Charles esce dal locale non appena la porta si apre, dal momento che lui, essendo frutto della mente di John, non avrebbe mai potuto aprirla da solo (indizio quasi inesistente perché la situazione di uno che esce con una porta già aperta è comunissima, ed inoltre John avrebbe potuto vedere la porta aprirsi e chiudersi senza che ciò avvenisse realmente).
- Charles non si presenta né viene presentato ai compagni né alla ragazza di John (tuttavia il fatto che Nash ne parla agli altri come se realmente esistesse emerge solo a partire dal dialogo tra Alicia e il dottor Rosen, e in quel momento lo spettatore sa che c'è qualcosa che non va).
- Dopo che John decifra il messaggio vede da una finestra Parcher e chiede una volta al comandante chi fosse quella eminenza grigia, venendo ignorato (Nash parla en passant e a voce bassa mentre il comandante sta esponendo il progetto; potrebbe semplicemente non essere stato sentito).
- William Parcher appare dal nulla davanti al portone del Wheeler Laboratory e quando lui e Nash si avvicinano ad una guardia di sorveglianza Nash dice a Parcher "Questa è una zona sorvegliata" e Parcher risponde "mi conoscono" e non fa vedere alla guardia il tesserino, come invece fa Nash. E l'agente lo osserva perplesso perché parlava da solo (non è strano che persone conosciute possano avere accesso continuo ad aree riservate; per quanto riguarda lo sguardo perplesso questo si svolge in una scena in cui l'attenzione è catturata dai protagonisti).
- Quando Parcher accompagna per la prima volta John nella "base segreta", il matematico dice: "Mi avevano detto che questi capannoni erano abbandonati" (ma Parcher dà subito la spiegazione che in realtà vengono utilizzati in segreto; lo stesso avviene per la villa in cui Nash va a depositare i plichi: le finestre sono illuminate e niente può far pensare che in realtà la villa sia abbandonata).
- La nipotina di Charles corre in mezzo a dei piccioni, ma questi non si alzano in volo né si spostano. Segno che la bambina esiste solo nella mente di John (questo è uno degli indizi più forti, ma anche qui l'attenzione dello spettatore è sulla bambina che corre, non sui piccioni).
- Quando Parcher blocca Nash alla porta del suo ufficio ed entra con lui, si può notare lo sguardo perplesso della guardia all'ingresso dell'edificio. Appena poche scene dopo, quello del collega di Nash quando lui chiama Parcher per il corridoio (questi indizi però sono tenui perché Nash parla ad alta voce nel corridoio, e questo basta a giustificare la perplessità degli altri due anche in presenza di Parcher).
- La nipotina di Charles ha la stessa età durante tutto il corso della storia, benché trascorrano diversi anni e sarà proprio questo a convincere il protagonista d'essere affetto dalla malattia (anche questo è un indizio molto tenue: Nash ne è consapevole e ne parla dopo il ritorno dal primo ricovero, momento in cui ormai lo spettatore è stato informato delle allucinazioni; fino al momento del ricovero il tempo passato non è specificato e potrebbe essere compatibile ad esempio con una nipotina con età non molto diverse).
- Un fattore causale della malattia molto importante è il tormento verbale. Durante il film, ad esempio, sia Martin Hensen che Parcher deridono il protagonista esclamando frasi come: "Ecco a voi il grande John Nash!". Parcher quindi, personifica tutte le persecuzioni di John subite in passato (tuttavia questo è vero solo nella seconda parte del film, quando lo spettatore sa già che si tratta di allucinazioni).

Secondo la teoria degli oggetti parziali di Melanie Klein, Charles Herman, Marcee Herman e William Parcher, non sono altro che parti di Nash, scisse e proiettate all'esterno. Quindi i loro discorsi vanno interpretati come pensieri di Nash, che una parte di Nash produce e l'altra parte di Nash subisce.
Da un punto di vista dell'interpretazione psicoanalitica, secondo Melanie Klein, Charles è una parte di Nash, che esprime pensieri alternativi di Nash. Charles-Nash estrinseca quella parte di Nash, che Nash stesso, per qualche motivo, non riesce ad estrinsecare e che solo attraverso il delirio gli può arrivare alla coscienza.

William Parcher è quella parte di Nash, che vorrebbe fare un lavoro importante per il Dipartimento della Difesa, salvare vite da un disastro atomico, progettato dai Russi. Ma in breve si trasforma in un delirio persecutorio, quando Nash vede russi che lo minacciano dappertutto. Parcher-Nash rappresenta una parte scissa della personalità di Nash, una parte cattiva, quando gli suggerisce di uccidere Alicia.

Anche Marcee Herman, la nipotina di Charles, rappresenta una parte scissa della personalità di Nash. Una parte buona, Marcee-Nash fa nascere la critica nella parte di Nash più ancorata alla realtà, quando Nash si accorge che Marcee non cresce mai.